# O Melhor Vem Depois

O livro "O Melhor Vem Depois" (ISBN 9788502090149) lançado em dezembro de 2009 pela Editora Saraiva com prefácio de Abílio Diniz e escrito pela jornalista especialista em carreiras Andrea Giardino e por Júlio Sergio Cardozo, consultor empresarial que foi Chairman e CEO da Ernst & Young South America. O livro também conta com a participação do médico dr. Paulo Marcos Senra Souza, um dos fundadores da empresa de planos de saúde Amil e o dr. Daniel Kupermann, psicanalista e professor da USP. O Melhor Vem Depois fala sobre os caminhos que se devem trilhar para se preparar para o que se chama de "pós-carreira".
O livro também conta com a participação de José Francisco Moraes, ex-diretor Mundial de auditoria interna da Bunge, Marcio Kaiser, ex-presidente da Oracle, Telemig e vice-presidente da IBM, Edson de Godoy Bueno, fundador da Amil e Carlos Ribeiro, ex-presidente da HP, entre outros.